# Parapholidophorus
Parapholidophorus is een geslacht van uitgestorven straalvinnige beenvissen.
In 1975 benoemde Rocco Zambelli de typesoort Parapholidophorus nybelini. De geslachtsnaam betekent "naast Pholidorophus". De soortaanduiding eert Orvar Nybelin.
Het holotype is MCSNB 3200. Dit raakte echter al in de jaren tachtig kwijt en werd in 2013 vervangen door het neotype MCSNB 3013. Beide werden gevonden bij Cene.
De soort werd ongeveer zeven centimeter lang. Een autapomorfie zijn de grote ogen, 34% tot 43% van de schedellengte beslaand.
Pholidophorus caffii Airaghi 1908 werd in 1975 hernoemd tot een Parapholidophorus caffii. De soortaanduiding eert Enrico Caffi als ontdekker. Het holotype is MCSNB 563 gevonden bij Viciarola. Dit is het enige bekende specimen. Het is achtenvijftig millimeter lang. Een autapomorfie is het brede preoperculum met een uitbreiding naar voren tot onder het derde infraorbitale en het bovenkaaksbeen.